# Národní pouť na Velehradě

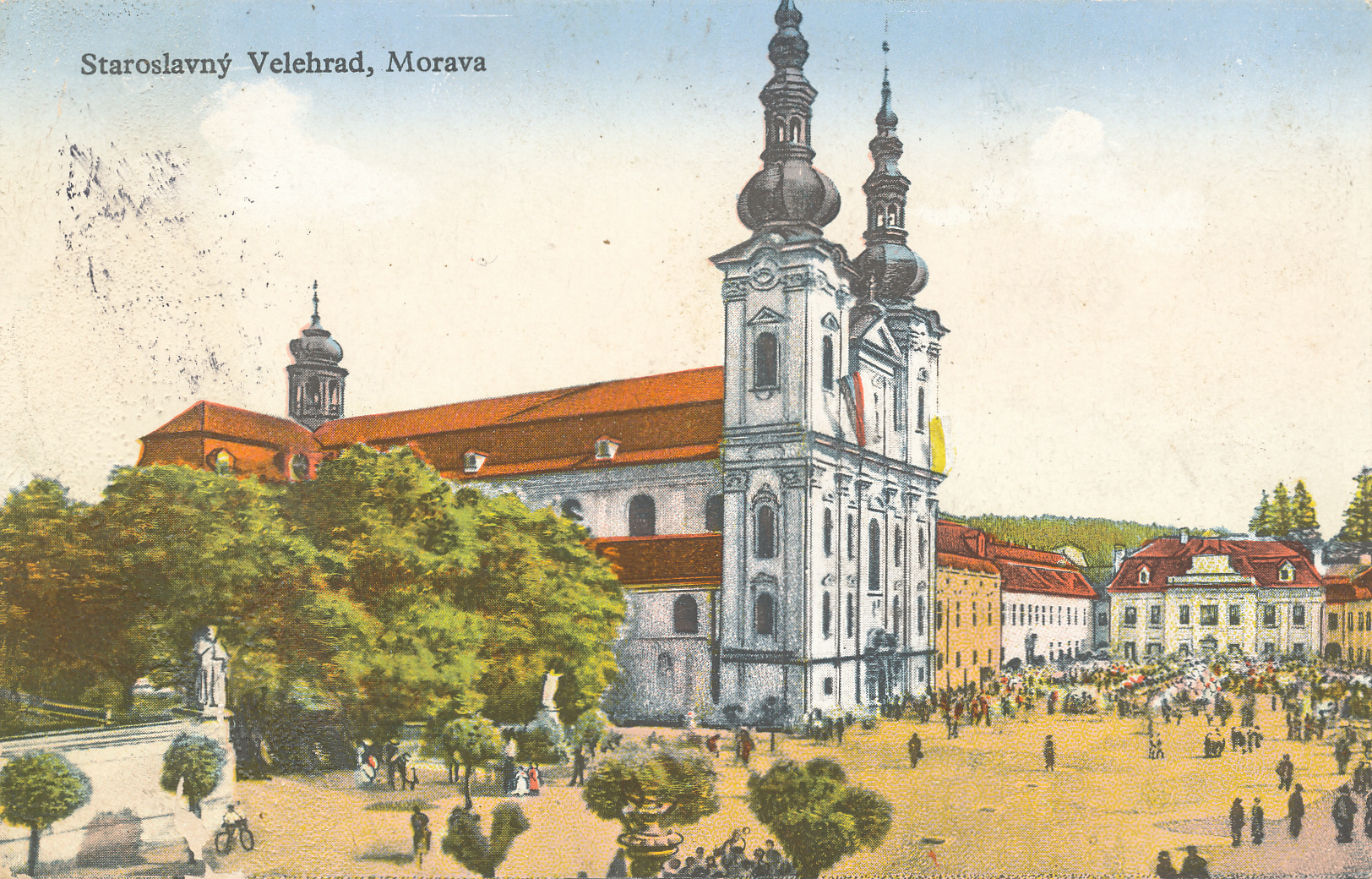
Pohlednice znázorňující poutní místo Velehrad v 1. pol. 20. století

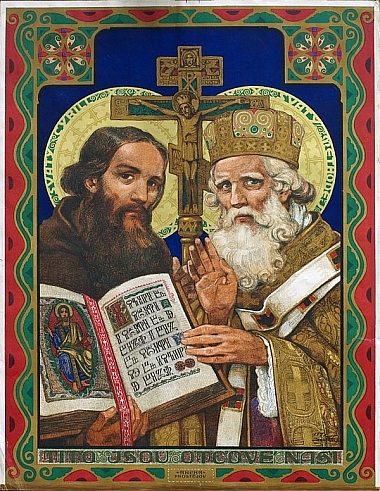
Svatí Cyril a Metoděj na litografii Jano Köhlera s podtitulem „Tito jsou otcové naši“

Národní pouť na Velehradě je každoroční oslavou sv. Cyrila a Metoděje, hlavních patronů Moravy a spolupatronů Evropy, jejichž svátek se v Česku slaví 5. července jako státní svátek. Místem pouti je bazilika Nanebevzetí Panny Marie a svatého Cyrila a Metoděje na Velehradě nedaleko Uherského Hradiště v olomoucké arcidiecézi – jednom z nejvýznamnějších poutních míst České republiky, v lidové tradici ztotožňovaném s hlavním střediskem Velké Moravy, Veligradem.
Vrcholem pouti je koncelebrovaná mše svatá sloužená na nádvoří před bazilikou biskupy Čech a Moravy spolu se zástupcem Svatého stolce. Do velehradských oslav se pravidelně zapojuje i východní církev. Od roku 2000, kdy je pouť součástí několikadenní duchovně-kulturní akce Dny lidí dobré vůle, se v předvečer svátku na nádvoří před bazilikou konává benefiční Večer lidí dobré vůle s hudebním programem. Menší poutě se na Velehradě konají i v jiných termínech, zejména v letním období.
Při poutích bývá tradičně zpívána píseň Bože, cos ráčil, napsaná Vladimírem Šťastným v roce 1893 na nápěv polské lidové písně Boże, coś Polskę a přezdívaná proto „velehradská hymna“.

## Dějiny
V souvislosti s tím, že účelem založení Velehradského kláštera roku 1205 založen Cisterciáky bylo navázání na velkomoravskou cyrilometodějskou tradici, lze předpokládat, že místem scházení ctitelů těchto světců byl Velehrad již od svého vzniku; podrobnosti o tom se však nedochovaly.

### 17.–19. století
Nejstarší písemná zmínka o poutích na Velehrad pochází z 2. pol. 17. století, kdy se poutě konaly 9. března (původní datum církevního svátku Cyrila a Metoděje před jeho přeložením roku 1863), dále na Boží tělo (tj. v květnu či červnu) a do třetice 20. srpna (svátek cisterciáckého patrona sv. Bernarda).
Když byl v důsledku josefínských reforem roku 1784 po velehradský klášter po více než pěti staletích existence zrušen, stal se stejně starý klášterní kostel (pozdější bazilika) kostelem farním. Poutníci sem přesto dál přicházeli, byť už ne v organizovaných procesích, což si již v roce 1787 vynutilo přidělení kooperátora, který by velehradskému faráři vypomáhal se sloužením mší pro příchozí lid.
Ještě na počátku 19. století musela být pouť, která se tam konávala, nepříliš významná. K velehradské pouti se tehdy ještě nevázala žádná kramářská píseň (zatímco např. Svatý Hostýn byl v písni zachycen již roku 1733) a v kramářské písni z počátku 19. století usilující o ustanovení poutní tradice při barokní kapličce Panny Marie Bolestné při nedalekém Jalubí nebyl Velehrad vůbec zmíněn.
Shromáždění konaná na Velehradě ve svátek světců 9. března nabyla do poloviny 19. století charakter veřejného trhu, čemuž státní úřady bránily omezováním rozsahu prodávaných artiklů na běžné pouťové zboží (perníkové a voskové předměty, různé devocionálie apod.).
V rámci příprav na blížící se tisícileté výročí cyrilometodějské tradice navštívili roku 1858 Velehrad poutníci z Předmostí u Přerova. Tato skupina se v příštím roce 1859 velmi rozrostla a zahrnovala 10 kněží doprovázejících poutníky ze širokého okolí Přerova, kterých bylo tolik, že do chrámu vstupovali dobrou půlhodinu. Tehdy započaly též pravidelné pouti na Velehrad z Brna a Vídně. V roce 1860 bylo při pouti 9. března napočítáno šest tisíc poutníků. Roku 1861 pak při příležitosti tisícího výročí nálezu ostatků sv. Klementa na Velehrad dne 4. září připutovalo na 30 tisíc poutníků, 96 kněží a přes 30 bohoslovců. V roce 1862 byl zase za podobné účasti připomenut vznik staroslověnského překladu evangelií.
Vzrůstající národní význam těchto tzv. „velehradských slavností“ dokládají první vystoupení osobností veřejného života na nich. Roku 1858 tak např. na Velehradě poprvé veřejně promluvil budoucí moravský politik František Alois Šrom, jenž se zde vyslovil za práva česky mluvících obyvatel Rakouska.

### Velehradská pouť 1863
První velehradskou poutí, která přesáhla místní význam, byla pouť uspořádaná roku 1863 při příležitosti 1000. výročí příchodu sv. Cyrila a Metoděje na Velkou Moravu. Tisíciletého jubilea bylo využito k šíření cyrilometodějského kultu a povědomí o zásluhách věrozvěstů a dějinách Velehradu v českých zemích, zejména pak v Čechách. Úsilím pořadatelů se podařilo udělat z poutě největší církevní slavnost v dosavadních českých dějinách – počet poutníků dosáhl půl milionu, zúčastněných kněží bylo 1758. Tomuto úspěchu napomohlo i přeložení data svátku věrozvěstů, který se v tomto roce na žádost olomouckého arcibiskupa Bedřicha z Fürstenberka se souhlasem papeže Pia IX. nově slavil v poutně i liturgicky vhodnějším termínu 5. července namísto původního 9. března.
Věřící začali putovat na Velehrad již v červnu, a to v takových množstvích, že průvod poutníků z hradišťského děkanátu byl tři kilometry dlouhý (čítal 13 tisíc poutníků), takže zatímco první už vcházeli na Velehradě do kostela, poslední ještě ve Starém Městě nevykročili od železnice.
Hlavní slavnosti se soustředily na dobu příslušného oktávu, tedy dnů 5. až 12. července. Poutníci se jich přicházeli zúčastňovat postupně, po jednotlivých děkanátech. Průměrná denní účast byla 160 kněží a 8000 laiků; prvního a posledního dne (obě neděle) však bylo účastníků 80 000. Zahajovací mši svatou sloužil pražský arcibiskup kardinál Bedřich Schwarzenberg; v další dnech sloužili slavné mše olomoucký prelát Vilém Schneeburg, brněnský biskup Antonín Arnošt Schaffgotsche, českobudějovický biskup Jan Valerián Jirsík, starobrněnský opat Cyril František Napp a rajhradský opat Günther Jan Kalivoda; závěrečnou mši svatou pak sloužil místně příslušný olomoucký arcibiskup Bedřich z Fürstenberka.
Na cestě poutníky doprovázal zpěv písní „Ejhle, svatý Velehrad už září!“ (při příchodu) a „Líbáme tvé svaté prahy, s Bohem, Velehrade drahý“ (při loučení). Kostel byl stále plný poutníků, zpovídalo se celé dny až dlouho do noci, až do samého poledne byly slouženy mše svaté (pro tehdejší tridentskou mši platila jiná pravidla), během dne byla konána kazání a různé pobožnosti. Řízení chrámových skladeb měl na starosti Jan Beránek, učitel na vídeňské konzervatoři a rodák z Milonic, za pomoci brněnského skladatele Pavla Křižkovského. Pro poutníky byl zajištěn nocleh, občerstvení i zdravotní služba.
Poutníci nepřestali přicházet ani v dalších týdnech, 15. srpna na slavnost Nanebevzetí Panny Marie se jich sešlo 10 tisíc. Přicházeli v sobotu večer a zdržovali se po většinu neděle. Ještě v poslední den občanského roku, 31. prosince 1863, se na Velehradě shromáždilo na 8000 osob včetně stovky poutníků z pruského Slezska.

### Velehradská pouť 1885

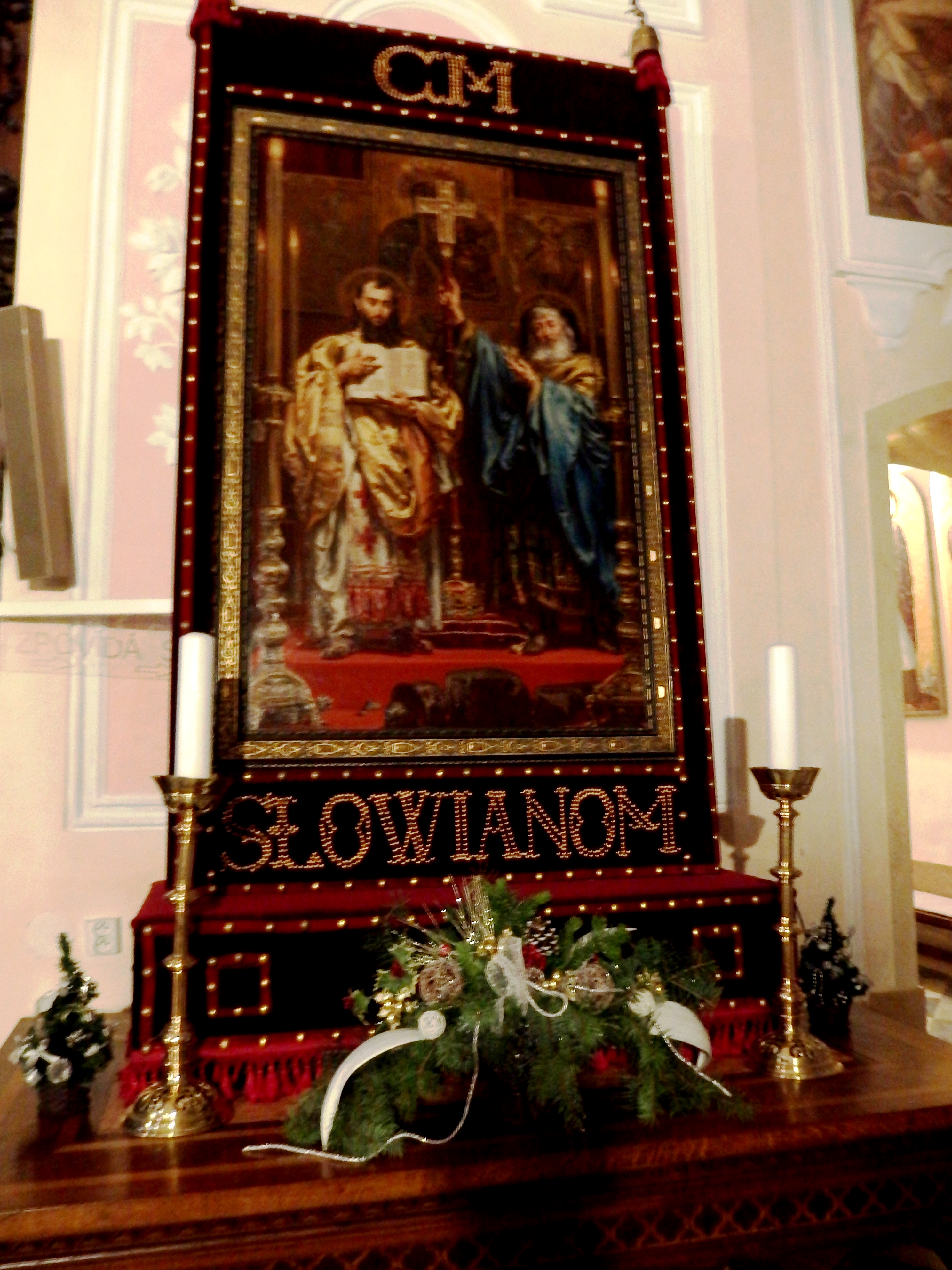
Obraz polského malíře Jana Matejka Slovanští věrozvěstové věnovaný bazilice roku 1885 polskými poutníky

Přípravy na oslavu tisícího výročí smrti sv. Metoděje (zemřel roku 885 na Moravě) započaly již deset let před jubilejním rokem 1885. Probíhaly opravy baziliky, každoročně rostl počet návštěvníků poutí (konaly se 5. července a 15. srpna), místo začala navštěvovat i šlechta a v roce 1881 zaslal shromážděným poutníkům telegram papež Lev XIII. Poutě byly propagovány pod heslem „Půjdeme na Velehrad!“ pastýřskými listy nejen na Moravě a v Čechách, ale i v dalších slovanských zemích.
Největší počty poutníků doputovaly roku 1885 na Velehrad v oktávu úmrtí sv. Cyrila (okolo 14. února), oktávu úmrtí sv. Metoděje (okolo 6. dubna), a dále pak jako již obvykle v oktávech svátků 5. července a 15. srpna. Další dny byly vyhrazeny procesím z jednotlivých míst Moravy a Slezska. Zaznamenána je účast celých obcí (např. 14. února 1885 nedaleké Buchlovice o 4200 lidech), v nichž se po dobu pouti zdržovaly pouze ustanovené obec střežící hlídky. Poutě navštívili toho roku i hosté z Německa (Vestfálska a Bavorska), Francie, Anglie či Itálie. Plánované početnější účasti poutníků z Čech a dalších slovanských zemí rakouské a ruské říše zabránily ovšem úřední zákazy odvolávající se na údajnou epidemii v kraji, které však byly motivovány politicky. Spolu s polskými poutníky připutoval na Velehrad i malíř Jan Matejko a bazilika získala darem jeho obraz Slovanští věrozvěstové. V průběhu roku 1885 navštívilo Velehrad přes 1,5 milionu poutníků a více než 3000 kněží. Svátost pokání přijalo toho roku na Velehradě přes 100 tisíc věřících, zpovídalo zde současně 30 kněží.
Atmosféru velehradské pouti roku 1885 zachytila písemně v cestopise uveřejněném na pokračování v časopise Květy spisovatelka Marie Červinková-Riegrová, která se jí zúčastnila spolu se svým otcem Františkem Ladislavem Riegerem.

### Velehradská pouť 1985
Na národní pouti v roce 1985 se na Velehradě navzdory obstrukcím ze strany státních orgánů sjelo mnohem víc lidí, než bylo za komunistického režimu zvykem. Počet účastníků se odhaduje na 100 až 250 tisíc lidí. Důvodem mimořádné účasti bylo kulaté 1100. výročí úmrtí sv. Metoděje a okolnost, že se papež rozhodl udělit velehradské bazilice Zlatou růži. Akce přerostla v jednu z největších demonstrací odporu proti komunistickému režimu za celé období normalizace poté, co její účastníci vypískali z tribuny ministra kultury Milana Klusáka, který se pokoušel dát pouti „ten správný politický rozměr“ tím, že ve svém projevu označil Cyrila a Metoděje za první komunisty a důsledně vynechával při řeči o nich přívlastek „svatý“. Odmítnutím tohoto projevu účastníci poutě vyjádřili požadavek na náboženskou svobodu a povolení návštěvy papeže Jana Pavla II. v Československu.

## Doprava

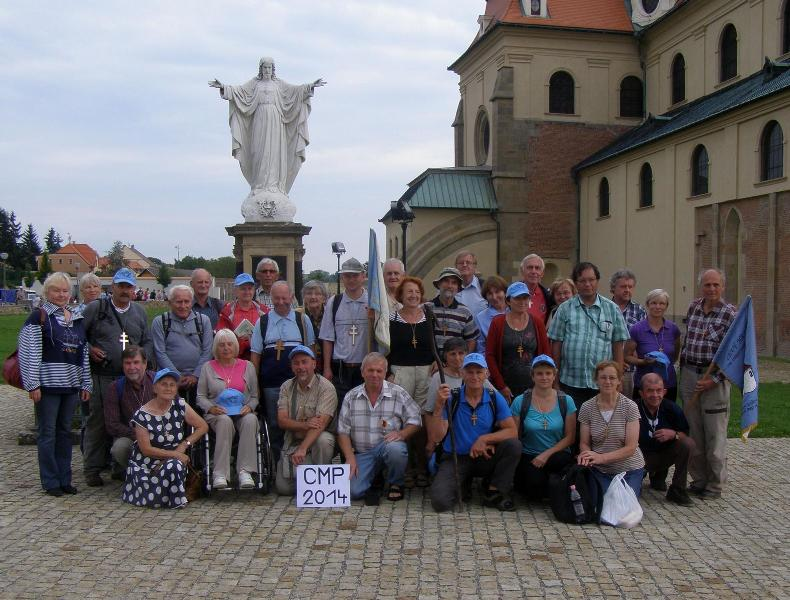
Skupina poutníků u baziliky na Velehradě (srpen 2014)

Mnoho poutníků využívá k dopravě na Velehrad poutních autobusů, které jsou vypravovány z celého Česka. Nejbližší železniční stanicí k poutnímu místu je stanice Staré Město u Uherského Hradiště na trati Přerov–Břeclav, v polovině 20. století proto dokonce nazývaná „Staré Město – Velehrad“. Příjezd individuální automobilovou dopravou je umožněn rovněž pouze do Starého Města, odkud je po spojovací silnici III. třídy organizována kyvadlová autobusová doprava. Od roku 2005 spojuje Staré Město s Velehradem též čtyřkilometrová asfaltová Velkomoravská poutní cesta umožňující pohyb cyklistů a pěších. Alternativně je příjezd na kole možný též od jihozápadu po cyklostezce z Tupes.

### Poutní cesty
Po návštěvě papeže Jana Pavla II. na Velehradě v dubnu roku 1990 začaly být obnovovány staré poutní cesty, které ve druhé polovině 20. století zanikly v důsledku scelování polí v rámci komunistické kolektivizace zemědělství. Na Velehrad tak směřují tyto poutní cesty spojující jej s významnými místy v blízkém i širším okolí:
- Poutní cesta růžence (ze Starého Města, 4 km, 1 hodina chůze)
- Poutní cesta Velehrad – Svatý Hostýn (59 km, 2 až 3 dny chůze)
- Poutní cesta Velehrad – Svatý Antonínek (24 km, 2 dny chůze)